# ARIA Charts
O ARIA Charts é a parada oficial de vendas de discos australiana, publicada semanalmente pela Australian Recording Industry Association, que é associada à Federação Internacional da Indústria Fonográfica. A listagem conta com singles e álbuns de vários gêneros musicais mais vendidos nas lojas e por download.

## Paradas
Atualmente, as principais listas (charts) publicadas são:
- Top 50 Singles Chart
- Top 50 Albums Chart
- Top 20 Australian Singles
- Top 20 Australian Albums
- Genre Charts